# Stenamma punctiventre
Stenamma punctiventre är en myrart som beskrevs av Carlo Emery 1908. Stenamma punctiventre ingår i släktet Stenamma och familjen myror. Inga underarter finns listade i Catalogue of Life.